# Derrick Colter
Derrick Antwan Colter (Forestville, 22 marzo 1994) è un cestista statunitense.

## Palmarès
- Supercoppa di Svizzera: 1

Lions de Genève: 2018, 2019